# Andrea Palladio
Andrea Palladio, pravog imena Andrea di Pietro della Gondola (Padova, 30. studenog 1508. – Vicenza, 19. kolovoza 1580.), bio je talijanski arhitekt i teoretičar; obnovitelj antičkih tradicija u arhitekturi cinquecenta (visoke renesanse 16. stoljeća). 

## Životopis
Andrea Palladio je rođen 1508. godine u Padovi gdje je započeo svoju umjetničku karijeru kao kamenoklesar. Nakon što se preselio u Vicenzu, ušao je u službu plemića i humanista, ali i arhitekta amatera, Giangiorgia Trissina, koji je Andrei dao nadimak "Palladio" po grčkoj božici mudrosti Ateni Pallas i rimskom književniku iz 14. stoljeća – Palladiju.
Palladio je naučio latinski na Trissonovoj maloj akademiji i pratio je svog mecenu na njegovim putovanjima u Rim, gdje je pravio crteže antičkih rimskih spomenika. Tijekom godina uredio je više knjiga kao što su Vodič za rimske starine i ilustrirano izdanje Vitruvijeva djela "10 knjiga o arhitekturi, ali napisao je i originalno djelo "Četiri knjige o arhitekturi". Njegove su se knjige pokazale praktičnijima od svih prijašnjih (vjerojatno zbog njegova iskustva s kamenoklesarstvom) jer je znao problemima prići s tehničke strane, ali i s estetske uz puno razumijevanje za idealne proporcije (tzv. zlatni rez).
Godine 1559., kada se nastanio u Veneciji, već je bio najpriznatiji arhitekt u Italiji. Dosta njegovih projekata izvedeno je nakon njegove smrti 1580. godine, ali su se svi pridržavali njegovih originalnih nacrta.

## Djela
U Vicenzi i okolici, te u Veneciji, izgradio je mnogobrojne monumentalne građevine skladnih proporcija kao što je crkva San Giorgio Maggiore iz 1566. godine u Veneciji. Crkvu je komponirao kao dva rimska hrama, jedan u drugom, različitih veličina i visina. Unutra je komponirao otvoreni zaslon na istočnom kraju te prema oltaru zakrivljene transepte i visoku kupolu kako bi stvorio dojam što veće prostranosti.
Iste je godine započeo svoju slavnu vilu La Rotonda u neposrednoj blizini Vicenze. Ona je primjer suburbanog tipa koji se može usporediti s rimskim carskim vilama (Hadrijanova vila u Tivoliju ili vila u Frascatiju), ali koji je u Venetu rjeđi. Iako je Palladio očito bio inspiriran rimskom arhitekturom, njegova fino proporcionalna i skladna vila bila je potpuno originalna.
Palladijeve vile (npr. vila Barbaro) bile su praktična, aktivna gospodarstva za velike venecijanske obitelji koje su ponovo tražile napuštenu zemlju u Venetu i istodobno osiguravale osvježavajuća utočišta za ljeto. Upravo su ove paladijske vile poslužile kao uzor za engleske i američke ladanjske dvorce u 18. stoljeću.
Palače Thiene, Chiericati i kazalište Teatro Olimpico u Vicenzi Palladio je izveo prema načelima rimskog arhitekta Vitruvija, a pregradio je i staru gotičku vijećnicu, tzv. Basilicu, koju je opremio veličanstvenim renesansnim lađama koje se sastoje od toskanskih-dorskih i iznad njih toskanskih-jonskih stupova, lukova poduprtih manjim dvojnim stupovima, balustrada i okruglih otvora, grupiranih tako da proizvedu uzbudljive efekte svjetla i sjene. Ovo rano remek-djelo, građeno od 1546. do 1614. godine, pribavilo mu je glas genijalnog graditelja.
Napisao je "Četiri knjige o arhitekturi" kojima je znatno utjecao na razvoj europske arhitekture, osobito u Engleskoj gdje se u 17. i 18. stoljeću arhitektura po njegovim načelima smatrala samostalnim pravcem – paladijanizmom, koji je bio preteča neoklasicizma u umjetnosti.

## Bilješka
1. ↑  Thomas Jefferson je posjedovao jedno od najranijih izdanja njegove "Četiri knjige o arhitekturi".

## Poveznice
- Paladijanizam
- Renesansna arhitektura
- Manirizam
- Neoklasicizam

## Vanjske poveznice
- www.andrea-palladio.de Andrea Palladio (njem.)
- www.cisapalladio.org Andrea Palladio (tal.)